# Ахмедов, Джамиль Мамед оглы
Джамиль Мамед оглы Ахмедов (азерб. Cəmil Məmməd oğlu Əhmədov; 1924 — 2 сентября 1944) — командир взвода 168-го гвардейского стрелкового полка 55-й гвардейской стрелковой дивизии 28-й армии 1-го Белорусского фронта, гвардии лейтенант, Герой Советского Союза.

## Биография
Джамиль Ахмедов родился в 1924 году в селе Джебраил Азербайджанской ССР, в семье служащего. По национальности — азербайджанец. Среднюю школу окончил накануне войны.

### Великая Отечественная война
С начала войны Джамиль в июне 1941 года пришёл в военкомат. Но поскольку ему было только 17 лет, его не взяли в армию. В Красную Армию юноша был призван в марте 1942 года. В 1943 году он окончил Орджоникидзевское военное пехотное училище и был направлен в войска командиром взвода. Впервые Джамиль Ахмедов вступил в бой на Северном Кавказе осенью 1943 года. За мужество и отвагу в боях за освобождение Украины младший лейтенант Ахмедов был награждён орденом Красной Звезды.

#### Бои за освобождение Белоруссии и Польши
Гвардии лейтенант Ахмедов отличился при освобождении Белоруссии летом 1944 года, когда командовал взводом. 23 июня 1944 года взвод Ахмедова из засады и уничтожил колонну немецкой пехоты, а на следующий день, при штурме опорного пункта противника в районе посёлка Паричи Гомельской области, Ахмедов лично уничтожил более 10 гитлеровцев в траншейном бою. Джамиль был ранен в голову, но продолжал командовать взводом.
25 июня взвод Ахмедова первым форсировал реку Березина в районе белорусской деревни Малын. До прибытия основных сил части взвод 10 часов продолжал поддерживал переправу огнём, а Ахмедов получил второе ранение, и ему предложили уйти в санитарную роту. Однако Джамиль отказася, сказав: «Пока руки держат автомат, пока моё сердце бьётся, я не брошу поля боя».
Третье ранение, в бедро, Ахмедов получил 26 июня во время штурма белорусской деревни Малын, но будучи раненым, он продолжил руководить наступлением подразделения. Потеряв сознание от потери крови, Ахмедов пришёл в себя ночью и в течение нескольких часов ползком добирался до своих, пока не был подобран санитарами и доставлен в госпиталь. Приказом № 35/н по войскам 28-й армии от 27 июля 1944 года гвардии лейтенант Джамиль Ахмедов был награждён орденом Александра Невского.
Погиб в бою 2 сентября 1944 года при освобождении польского села Залубице Старе (ныне село в гмине Радзымин Воломинского повята Мазовецкого воевродства Польши).

## Память
За образцовое выполнение боевых заданий командования на фронте борьбы с немецко-фашистским захватчиками и проявленные при этом мужество и героизм указом Президиума Верховного Совета СССР от 24 марта 1945 года гвардии лейтенанту Ахмедову Джамилу Мамед оглы было присвоено звание Героя Советского Союза (посмертно).
Джамиль Ахмедов похоронен в Варшаве на кладбище советских воинов. 
В Джебраиле его именем были названы улица и школа, а также был установлен бюст героя, которые в результате военной агрессий Армении против Азербайджана ныне находятся в руинах. 

## Награды
- Ордена Ленина
- Орден Александра Невского
- Ордена Красной Звезды.